# Punta Pariñas
| \| Punta Pariñas \| Localisation de Punta Pariñas au Pérou |
| Punta Pariñas                                              |

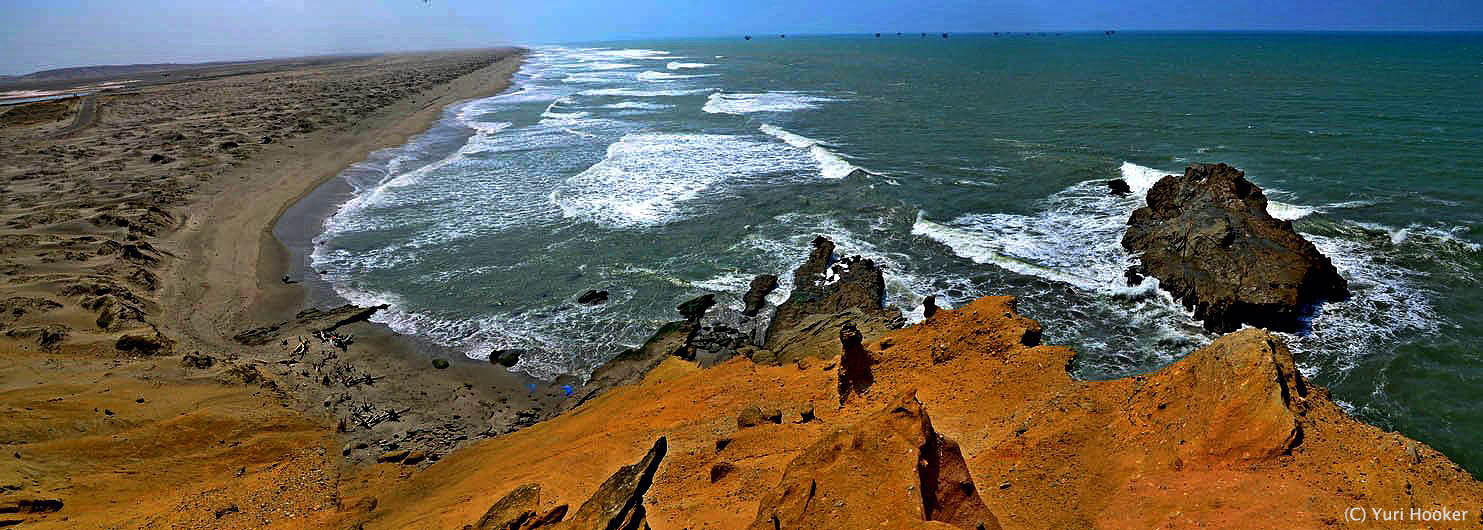
Punta Pariñas en novembre 2012.

Punta Pariñas (Pointe Pariñas) est le lieu le plus occidental de l'Amérique du Sud. Ses coordonnées géographiques sont 4° 40′ 45″ S, 81° 19′ 35″ O.
Punta Pariñas se trouve au Pérou, dans le district de La Brea, province de Talara, Région de Piura. Le site est occupé par un phare.
En Amérique du Sud, les points géographiques extrêmes sont outre la Pointe Pariñas,
- au nord la Punta Gallinas en Colombie,
- au sud le Cap Horn au Chili,
- à l'est la Pointe du Seixas au Brésil.